# Liste der Naturdenkmale im Odenwaldkreis
Die Liste der Naturdenkmale im Odenwaldkreis nennt die Listen der in den Städten und Gemeinden im Odenwaldkreis in Hessen gelegenen Naturdenkmale.
| Ort                     | Liste                                              | Anzahl der Naturdenkmale |
| ----------------------- | -------------------------------------------------- | ------------------------ |
| Bad König               | Liste der Naturdenkmale in Bad König               | 06                       |
| Brensbach               | Liste der Naturdenkmale in Brensbach               | 04                       |
| Breuberg                | Liste der Naturdenkmale in Breuberg                | 01                       |
| Brombachtal             | Liste der Naturdenkmale in Brombachtal             | 05                       |
| Erbach (Odenwald)       | Liste der Naturdenkmale in Erbach (Odenwald)       | 9 (ehemals 12)           |
| Fränkisch-Crumbach      | Liste der Naturdenkmale in Fränkisch-Crumbach      | 04                       |
| Höchst im Odenwald      | Liste der Naturdenkmale in Höchst im Odenwald      | 02                       |
| Lützelbach              | Liste der Naturdenkmale in Lützelbach              | 01                       |
| Michelstadt             | Liste der Naturdenkmale in Michelstadt             | 12 (ehemals 14)          |
| Mossautal               | Liste der Naturdenkmale in Mossautal               | 03                       |
| Oberzent                | Liste der Naturdenkmale in Oberzent                | 11 (ehemals 12)          |
| Reichelsheim (Odenwald) | Liste der Naturdenkmale in Reichelsheim (Odenwald) | 05                       |

## Hinweis
In der Quelle werden 69 Naturdenkmale genannt. Sechs der geschützten Bäume sind nach Auskunft der Unteren Naturschutzbehörde inzwischen nicht mehr vorhanden und wurden aus der Liste gestrichen.

## Belege und Anmerkungen
1. 1 2  
Kreisausschuss des Odenwaldkreises (Hrsg.): Naturdenkmale im Odenwaldkreis. Text: Uwe Krause, Fotos: Hugo Friedel u. a. 124 S. November 1995.
2. ↑  
Naturdenkmale im Odenwaldkreis in Google Maps, gefunden über Streuobstregion Odenwald. Informationen über die Natur und Landschaft am 5. Februar 2016. Abgerufen am 26. Mai 2019.